# Javier Dussan
Javier Dussan Prada (Flandes, Departamento de Tolima, Colombia, 13 de mayo de 1980) es un exfutbolista colombiano. Jugaba de portero.

## Carrera
Dussan inició su carrera futbolística en 1997, jugando para el Girardot FC, equipo del ascenso de su país y allí jugó hasta 1998. En 1999 pasó al Real Cartagena, equipo con el cual, logró el ascenso a la Primera División a fines de ese año y estuvo en el equipo, hasta diciembre del año 2000. En el 2001, Dussan llegó al América de Cali, con el cual participó en varias Copa Libertadores de América y estuvo con el equipo caleño, hasta el primer semestre del 2006, porque en el segundo semestre del mismo año, el portero pasó al Depor FC, equipo también del ascenso de su país, para su primer periodo en su actual club. En el 2007, fichó por el Academia FC, otro equipo del ascenso de su país y jugó allí, hasta el primer semestre del 2008. En el segundo semestre del mismo año, comenzó su periodo en el extranjero, fichando por el Deportes Melipilla de la Primera División de Chile y con el cual, descendió a la Primera B de Chile a fines de ese año y estuvo en el equipo chileno, hasta diciembre del año 2009.
En el 2010, Dussan fichó por el Tauro FC de la Primera División de Panamá y estuvo jugando en el conjunto panameño, hasta diciembre de 2011.
En el 2012, Dussan regresó al Depor FC.

## Clubes
| Club               | País     | Año         |
| ------------------ | -------- | ----------- |
| Girardot FC        | Colombia | 1997 - 2000 |
| Real Cartagena     | Colombia | 1999 - 2000 |
| América de Cali    | Colombia | 2001 - 2006 |
| Depor FC           | Colombia | 2006 - 2007 |
| Academia FC        | Colombia | 2008        |
| Deportes Melipilla | Chile    | 2008 - 2009 |
| Tauro FC           | Panamá   | 2010 - 2011 |
| Atlético FC        | Colombia | 2012        |

## Palmarés

### Campeonatos nacionales
| Título           | Club            | País     | Año  |
| ---------------- | --------------- | -------- | ---- |
| Primera B        | Real Cartagena  | Colombia | 1999 |
| Primera División | América de Cali | Colombia | 2001 |
| Torneo Apertura  | América de Cali | Colombia | 2002 |
| LPF Apertura     | Tauro           | Panamá   | 2010 |